# Secure Neighbor Discovery
Giao thức Secure Neighbor Discovery (SEND) (Giao thức khám phá node lân cận an toàn) là một phần mở rộng an ninh của Neighbor Discovery Protocol (NDP) trong IPv6 được định nghĩa trong RFC 3971 và cập nhật hóa bởi RFC 6494.
Neighbor Discovery Protocol (NDP) có trách nhiệm phát hiện các nút mạng khác trên liên kết cục bộ, để xác định các địa chỉ lớp liên kết của các nút khác, và tìm các bộ định tuyến có sẵn và duy trì thông tin về các tuyến đường đến các nút lân cận (RFC 4861). NDP không an toàn  và dễ bị can thiệp. Mục đích của SEND là cung cấp một cơ chế thay thến để bảo đảm NDP bằng một phương pháp mật mã độc lập với IPsec, phương pháp gốc và sẵn có của việc bảo đảm truyền thông IPv6.
SEND sử dụng các địa chỉ được tạo ra bởi Cryptographically (CGA) và các tùy chọn NDP mới khác cho các loại gói tin ICMPv6 được sử dụng trong NDP.
SEND được cập nhật để sử dụng cơ sở hạ tầng khoá công khai (RPKI) của RFC 6494 và RFC 6495 xác định việc sử dụng hồ sơ chứng chỉ SEND bằng cách sử dụng một Hồ sơ chứng chỉ RFC 6487 RPKI đã sửa đổi, phải bao gồm một phần mở rộng IP Address Delegation RFC 3779 duy nhất.
Đã có những mối quan tâm về sự nhanh nhẹn thuật toán đối với các cuộc tấn công vào các hàm băm được sử dụng bởi SEND thể hiện trong RFC 6273 vì CGA hiện đang sử dụng thuật toán băm SHA-1 và các chứng chỉ PKIX và không hỗ trợ các thuật toán băm thay thế.

## Thực hiện
- Cisco IOS 12.4(24)T and newer
- Docomo USL SEND fork[liên kết hỏng]
- Easy-SEND
- ipv6-send-cga, Huawei và Beijing University of Posts and Telecommunications
- NDprotector Lưu trữ ngày 11 tháng 8 năm 2011 tại Wayback Machine, Telecom SudParis
- Native SeND kernel API
- TrustRouter
- USL SEND Lưu trữ ngày 10 tháng 7 năm 2011 tại Wayback Machine (discontinued), NTT DoCoMo
- WinSEND